# Пінчук Марія Павлівна
Марі́я Пінчу́к (* 2006) — українська фігуристка.

## Життєпис
Народилась 2006 року в Харкові. З партнером по катанню Микитою Погорєловим виступили на Юніорському гран-прі ISU в Латвії.
Дворазова чемпіонка України з фігурного катання.
Представляла Україну на міжнародному конкурсі з фігурного катання «Open d'Andorra» 2021 року, де виборола перше місце.
Виступала на Чемпіонаті світу з фігурного катання серед юніорів 2022.
Представляє клуб СДЮСШОР (Харків). Тренери Чурілова Галина Володимирівна, Козлова Мар'яна Олегівна; хореограф Лариса Федорова.
Разом із матір'ю виїхали з Харкова під час російського вторгнення в Україну у 2022 році та від середини березня того року проживають в Австрії. В Україні залишалися її батько, сестра, дідусь та бабуся.
В листопаді 2022 року танцювальна пара Марія Пінчук і Микита Погорєлов стали третіми на Меморіалі Павла Романа в Чехії.

## Програми
| Сезон     | Коротка програма | Довільна програма |
| --------- | --- | --- |
| 2022–2023 | - Tango Till They're Sore у виконанні Мадлен Пейру - Uccen (DWTS remix) у виконанні Taalbi Brothers хореограф — Лариса Федорова               | - Seven Nation Army у виконанні 2Cellos - You Don't Own Me у виконанні Saygrace feat. G-Eazy хореограф — Лариса Федорова |
| 2021–2022 | - Your Heart is as Black as Night у виконанні Бет Гарт та Джо Бонамасса - Brotherswing у виконанні Caravan Palace хореограф — Лариса Федорова | - Beethoven’s Last Night у виконанні Trans-Siberian Orchestra хореограф — Лариса Федорова                                |

## Спортивні результати

### Серед дорослих
| Чемпіонати Європи     | 15 | 18 |
| Bosphorus Cup         | 2  |    |
| Меморіал Павла Романа | 3  | 1  |
| Меморіал Дениса Тена  |    | 3  |

### Серед юніорів
| Чемпіонати світу серед юніорів        |   | 17 | 12 |   |
| Фінал юніорського Гран-прі            |   |    |    | 5 |
| Юніорський етап Гран-прі у Латвії     |   |    | 3  |   |
| Юніорський етап Гран-прі у Польщі     |   | 6  | 4  | 2 |
| Юніорський етап Гран-прі у Словаччині |   | 9  |    |   |
| Юніорський етап Гран-прі у Туреччині  |   |    |    | 1 |
| Budapest Trophy                       | 2 |    |    |   |
| Ice Challenge                         |   | 7  |    |   |
| LuMi Dance Trophy                     | 2 |    |    |   |
| Open d'Andorra                        |   | 1  |    |   |
| Santa Claus Cup                       |   | 2  |    |   |
| Кубок Віктора Петренка                |   | 2  |    |   |
| Winter Star                           | 2 |    |    |   |